# Onuphis brevicirris
Onuphis brevicirris är en ringmaskart som beskrevs av Hartmann-Schröder 1959. Onuphis brevicirris ingår i släktet Onuphis och familjen Onuphidae. Inga underarter finns listade i Catalogue of Life.